# Hector Loaiza
 (septembre 2016).
Hector Loaiza, né à Cuzco (Pérou),  est un écrivain et journaliste d'origine péruvienne, directeur de la revue d'art et littérature hispano-américaine en ligne Resonancias.org.
Il a vécu à Buenos Aires (Argentine) entre 1959 et 1962. En France depuis 1969, il écrit en français à partir des années 1970 et se fait naturaliser en 1991. Son œuvre touche à la littérature, à l'ésotérisme et à l'art hispano-américain.

## Biographie
Hector Loaiza est le fils d'un instituteur Uriel Loaiza et de Julia Rosa Mendoza. Son grand-père paternel, José Gabriel Loaiza, est chanoine de la cathédrale de Cuzco. À onze ans, il découvre la musicalité de la langue française et l’esthétique du cinéma français en regardant La Belle et la Bête de Jean Cocteau. La découverte du français l’encourage à s’inscrire à l’Alliance française pour suivre des cours, d’abord dans sa ville natale, puis dans celle de Buenos Aires, lors de ses études universitaires de médecine en 1959. Au début des années 60, l'agitation politique en Amérique du Sud et à Cuba le fait adhérer à un courant de l'extrême gauche argentine. En revenant dans son pays, il s'implique alors dans la défense des plus démunis dans la région de Cuzco.
En juillet 1963, il apprend la mort de son père dans une petite ville près de sa ville natale. Il effectue le voyage jusqu’à la petite ville où son père avait vécu pour visiter sa tombe et procéder à la liquidation des biens laissés. En dehors de quelques meubles et d’une centaine de livres, il y découvre des nouvelles et des essais inédits de son père.
Après quelques années de militantisme, il décide de changer de vie. En 1966, il entreprend des études de lettres à l’université de San Marcos de Lima, où il fréquente un cercle de jeunes poètes et écrivains bohèmes. Il lit Jorge Luis Borges, Julio Cortázar, Juan Carlos Onetti, Ernesto Sábato, Juan Rulfo, Fernando del Paso, José María Arguedas et d’autres écrivains latino-américains. Sous l’influence de Córtazar et d’Onetti, Hector Loaiza écrit son premier roman, Persiguiendo al puma, qui décrit la frustration et le désenchantement des intellectuels à travers le récit de sa vie à Buenos Aires, ses années de militantisme et le climat déliquescent de Lima. Il écrit avec passion des nouvelles. En 1968, il publie dans la revue Cuadernos Semestrales de Cuento — dirigée par Eugenio Buona — une nouvelle, El Paraíso, qui est bien accueillie par la critique littéraire de la capitale péruvienne. L’écrivain, critique littéraire et journaliste péruvien, Alfonso La Torre, écrit alors : « Hector Loaiza accumule les images impressionnistes de la réalité populaire autour d’un énigmatique vagabond et d’un tremblement de terre, tous les deux agissant comme des forces morales qui secouent le marasme social et spirituel d’une ville, avec une prose allusive et floue qui illustre l’impossibilité de déboucher sur une ascèse… ». Par la suite, il continue à publier des nouvelles dans d’autres revues culturelles.
En 1969, il décide de partir vers la France afin de continuer ses études littéraires et suivre de plus près le structuralisme. À Bordeaux, il suit des cours de français et de lettres modernes à l’université de Bordeaux III, et se marie avec Jeanine Brisseau qui est agrégée de lettres, chercheur au CNRS spécialiste d’Amérique latine, devenue après docteur d’État, professeur à l’Université de Pau et auteur de plusieurs ouvrages. Son épouse tiendra une place importante dans sa vie. Il s’efforce alors d’oublier les expériences traumatisantes vécues pendant la militance politique.
Son premier roman inédit, Persiguiendo al puma, commencé à Lima et achevé à Bordeaux, est finaliste du Concours 1971 de la maison d’édition Carlos Barral à Barcelone.
Lors de ses premières années en France, il lit Proust, Georges Bataille, Hölderlin, Antonin Artaud, Lautréamont, André Breton et les écrivains du Nouveau roman, notamment Robbe-Grillet et Michel Butor. Il s’intéresse à l’art classique et contemporain. Avec Jeanine, il fait plusieurs voyages en Italie et en Espagne pour visiter les musées d’art. Il suit l’évolution de la critique littéraire en lisant Maurice Blanchot, puis les structuralistes, Roland Barthes, Tzvetan Todorov et les auteurs de Tel Quel.

## Œuvre

### Une quête ésotérique au pays natal
Au printemps 1972, il fait alors une expérience psychédélique qu’il racontera plus tard dans un court roman inédit. Ses lectures s’orientent désormais vers l’ésotérisme (Mircea Eliade, René Guénon, Gurdjieff, Louis Pauwels, Raymond Abellio et Carlos Castaneda). Son goût pour l’hindouisme lui fait lire les ouvrages de Sri Aurobindo, Jean Herbert et d’autres maîtres spirituels et philosophes. En 1973, il retourne dans sa ville natale pour entreprendre une quête auprès des chamans indiens de la haute montagne de la région de Cuzco. À son retour à Bordeaux, il commence à écrire le récit de ses rencontres. En 1974, il revient au Pérou avec un réalisateur, un cadreur et un preneur de son pour tourner un documentaire sur les chamans indiens. « L’objectif était de faire un film sur les sorciers, écrit le journaliste Rodolfo Gerschman dans un article rédigé après le tournage. Le film essaie de montrer les mythes et les croyances magico-religieuses, les individus et les chamans, héritiers d’une ancienne connaissance. Il est également le témoignage filmé de l’expérience initiatique d’Hector Loaiza… » À Paris, par manque de financement et à cause de désaccords entre les membres de l’équipe, le film ne sera ni monté ni montré dans aucune salle de cinéma.
Il publie toutefois son récit Wanu Pura : Le chemin des sorciers des Andes en 1976. Il s’agit d’un témoignage personnel.
Le poète et essayiste écossais, Kenneth White, fait cette approche du livre : « Le genre d’investigation et de cheminement décrits par Hector Loaiza dans Wanu Pura appartient à tout un courant très actuel que l’on pourrait appeler la littérature de ressourcement. Cela commence peut-être par Les Immémoriaux de Victor Segalen […] qui date de 1907, passe par Black Elk Speaks (La vie d’un chaman sioux) de John G. Neihardt (1932) et le Do Kamo de Maurice Leenhardt (1947), pour arriver, après le répertoire général que fut Le Chamanisme et les techniques archaïques de l’extase, de Mircea Eliade (1968), à la série des livres de Carlos Castaneda… ».
L’écrivain, poète et philosophe, Michel Cazenave, à la suite d’un entretien avec Hector Loaiza d’une heure et demie sur France Culture, écrit dans la note de presse : « Ainsi initié à l’enseignement mythique et mystique le plus traditionnel de la population quechua, l’auteur y découvre de nouvelles raisons de vivre et de croire. Au cours d’un long entretien, il nous fait pénétrer dans des manières de penser et de sentir que nous avons oubliées depuis longtemps en Occident : rythme cosmique de la vie humaine, rapports entre disciple et maître, cérémonie d’initiation, nouvelle appréhension du temps et de l’espace, cosmologie naturelle, etc. ».

### L’art latino-américain et le roman
En 1997, il sort le livre-entretien d’art, Botero s’explique. Le philosophe d’art belge, Marcel Paquet, commente : « Botero s’explique, livre indispensable : pour ceux qui aiment les peintures et les sculptures du génial Colombien, mais aussi pour tous ceux qui, fascinés par la difficile simplicité de l’art, désirent s’approcher par la pensée des cheminements les plus secrets de la création artistique, ils trouveront dans cet entretien une inépuisable richesse. »
Sur la base de son manuscrit inédit écrit dans les années 1970, il publie en espagnol le roman Diablos Azules , où il raconte la vie de ses grands-parents paternels et maternels et la séparation de ses parents qui lui avait laissé une trace indélébile. Dans la préface de la version française, l’historienne et anthropologue Carmen Bernand, spécialiste de l’Amérique latine et auteur de plusieurs ouvrages, écrit : « Démons bleus à Cuzco peut se lire selon plusieurs perspectives. La trame, d’abord, très bien construite, qui unit les familles d’un chanoine, d’un propriétaire terrien et d’un Indien d’un haut plateau devenu citadin, à travers leurs amours et leurs enfants... » 
Hector Loaiza publie en 2018, Le Nomade stellaire, ouvrage qui narre l'épopée de deux personnages traversant des moments clés de la légende des deux derniers siècles  depuis leur Pérou et Argentine natals jusqu’à la France. Cet ouvrage a été salué par la critique comme étant cinématographique, initiatique et d’anticipation techno-utopique,.

### Journalisme culturel
En 1980, le rédacteur en chef de Paris Match, le journaliste et écrivain Philippe de Baleine, lui confie une mission pour réaliser un reportage sur la ville de Caracas. Il y publie un long entretien avec le scientifique anglais, inventeur de l’aile delta des avions et adepte du bouddhisme tibétain Bernard Benson et, en 1984, fait des reportages sur le Mexique, les villes de Caracas et de Lima.
Le supplément culturel du journal El Universal de Caracas l’engage en 1980 comme correspondant en France pour écrire des chroniques sur l’actualité littéraire et artistique de Paris. Il y publie des entretiens avec Ernesto Sábato, Octavio Paz, Anne Philippe, Fernando Botero, Raymond Aron, Louis Pauwels, le metteur en scène Jorge Lavelli, les écrivains Hector Bianciotti, Frédérick Tristan et d’autres. Il s’oriente vers l’art en rédigeant des articles sur des expositions et des artistes pour les journaux latino-américains.
En 1982, il publie un entretien rare et remarquable de Carlos Castaneda à Mexico. Cette rencontre inédite sera publiée dans le supplément culturel du journal El Universal de Caracas, en français dans la revue L’Autre Monde de Paris et plus tard, l’entretien complet, paru en quatre parties, dans la revue Ciclo Literario d’Oaxaca de Juárez (Mexique).
Entre les années 1999 et 2000, Hector Loaiza dirige la revue en français, imprimée sur papier, Résonances littéraires, pour valoriser le métissage culturel et révéler au public français les écrivains et les artistes latino-américains.

### Publication électronique
Son fils s’installe à Buenos Aires à la fin 1999 et se met en rapport avec des jeunes graphistes et programmeurs maîtrisant les nouvelles technologies d’Internet. Le premier numéro du site en espagnol Resonancias.org est conçu et mis en ligne par son fils et une équipe d'infographistes et développeurs argentins en janvier 2001. Hector Loaiza est donc le directeur de Resonancias qui diffuse la littérature et l’art hispano-américains et auquel collaborent, entre autres : l’historienne et anthropologue Carmen Bernand, le poète et essayiste écossais Kenneth White, le poète et écrivain péruvien Isaac Goldemberg, les écrivains Fernando Ainsa et Maynor Freyre, le poète argentin Luis Benitez et d’autres.

### En français
- Le nomade stellaire (roman), avec une introduction de Kenneth White, Éditions L'Harmattan, Paris, 2018.  (ISBN 978-2-343-13824-4)
- Démons bleus à Cuzco (roman), avec une Préface de l’historienne, anthropologue et professeur universitaire franco-argentine Carmen Bernand, Éditions La Résonance, Pau, 2009.  (ISBN 978-2-9080150-3-4)
- Botero s’explique, long entretien de l'artiste, Introduction du philosophe d’art belge Marcel Paquet, Éditions La Résonance, Pau, 1997.  (ISBN 2-908015-00-5)
- Wañu Pura : le chemin des sorciers des Andes, Éditions Robert Laffont, collection Portes de l’Étrange, Paris, 1976. (ASIN B0014MF6MA)

### En espagnol
- Diablos Azules (2e édition), avec les préfaces de Carmen Bernand et du critique littéraire hispano-uruguayen Fernando Aínsa, Éditions La Résonance, Pau, France, 2010.  (ISBN 978-2-908015-04-1)
- Diablos Azules (1re  édition), Editorial Milla Batres, collection Cordillera, Lima (Pérou), 2006.  (ISBN 9972711196)
- El camino de los brujos andinos, Editorial Diana, Mexico D.F., 1998.  (ISBN 968-13-3130-3)
- El paraíso (nouvelle), revue Cuadernos Semestrales de Cuento dirigée par Eugenio Buona, no 4, Lima, décembre 1968, Lima.
- La oscuridad (nouvelle), publiée dans le n° 1 de la revue Fabla, juin 1968, Lima.

#### Quelques essais et articles en français et en espagnol écrits par l’auteur
- Le Nomade stellaire : doit-on avoir peur de l’Intelligence Artificielle ?, site Electropublication.net, juin 2018.
- El nómada estelar: ¿por qué tanto miedo a la Inteligencia Artificial?, site Resonancias.org, numéro 145, août 2018.
- Dossier Kenneth White : un poeta pensador en busca de un mundo abierto (en cinq parties), site Resonancias.org, numéro 144, mai 2018.
- Carlos Castaneda, explorador de lo desconocido (en quatre parties), revue Ciclo Literario, numéro 78, 79, 80, et 81, Oaxaca (Mexique), 2008-2009.
- Memoria y mestizaje en los artistas peruanos en París, revue d’art en espagnol et en anglais Arte al día, numéro 86, mai 2001, Buenos Aires.
- Nuevo elogio del mestizaje, revue d’art en espagnol et en anglais Arte al día, numéro 83, Buenos Aires, décembre 2000.
- Nouvel éloge du métissage, publié en trois parties, revue Résonances, numéros 1, 2 et 3, Toulouse, novembre-décembre 1999, janvier-février 2000 et mars-avril 2000.
- Le centenaire de Borges à Buenos Aires, revue Résonances, numéro 2, janvier-février 2000.
- Éloge du métissage, Cahiers de Géopoétique dirigé par Kenneth White, numéro consacré au Colloque l’Autre Amérique latine l’en dehors des États réalisé à Nîmes, Institut International de Géopoétique, Trebeurdan, France, 1992.
- Una novela deliciosamente decadente, compte-rendu du roman Face à un homme armé de l’écrivain chilien Mauricio Wacquez, journal El Universal de Caracas, publié le 8 mars 1987.
- Vers une pensée unitive, résumé du livre Une apocalypse tranquille de Kenneth White, revue Question De, Paris, 1985
- Dossier Carlos Castaneda : nouveau voyant ou mystificateur, dont le contenu est La quête initiatique de Carlos Castaneda et L’art d’explorer l’inconnu deux textes écrits par Hector Loaiza, des entretiens aux personnalités qui l’ont connu à Mexico comme le cinéaste Alejandro Jodorowsky, le père Cocagnac et des artistes péruviens de Paris qui ont étudié avec Castaneda aux Beaux-Arts de Lima, Ce dossier fut publié dans la revue l’Autre Monde, n° 100, novembre 1985, Paris.
- Carlos Castaneda, magicien de la tentative (entretien), revue L’Autre Monde, no 65, septembre 1982, Paris.

#### Essais et articles parus au sujet de ses livres
- Traduction en italien par Lydia del Devoto des Préfaces de Carmen Bernand et Fernando Aínsa pour son roman Démons bleus à Cuzco, dans la Revue du Syndicat national d’écrivains d’Italie, année X, Rome, juillet 2015.
- Héctor Loaiza y el tiempo circular par l’écrivaine argentine Alicia Dujovne Ortiz, Madrid, 2007.
- Vivir en el Cuzco en la primera mitad del siglo XX par l’écrivain péruvien Carlos Meneses, publié dans le site resonancias.org, Buenos Aires, Bogotá et Pau, 2007.
- Diablos Azules en el Cusco de la primera mitad del siglo XX, par l’écrivain, critique littéraire péruvien et professeur universitaire Mayno Freyre, publié dans plusieurs journaux liméniens, 2007.
- Publication d’un résumé en espagnol de Diablos Azules dans la revue littéraire de la colonie péruvienne, Paseos Andinos, à Paris, janvier 2007.
- Hector Loaiza : una tormentata saga familiare nell’antica capitale degli Inca, de Fernando Ainsa, 2006
- Un extrait d’un roman inédit est publié en français et en espagnol dans l’Antología de los escritores latinoamericanos en París, sous la direction de Claude Couffon et Milagros Palma, Préface de Bernardino Osio, Éditions Indigo, Paris, 2006.
- Botero s’explique en libro de peruano, Agence France Presse, publié le 1er mai 1998 dans le journal Expreso de Lima.
- Botero s’explique en TF1, journal Sud-Ouest, Bordeaux, 15 décembre 1997.
- Botero s’explique por E.P., ibid., 31 octobre 1997.
- Botero s’explique une première paloise par  D.N., journal L’Éclair des Pyrénées, 20 septembre 1997.
- Un chaman des Andes, essai de Kenneth White au sujet du  Wañu Pura : Chemin des sorciers des Andes, publié dans son livre Une apocalypse tranquille, Éditions Grasset, Paris, 1985.
- Le chemin des étoiles , Kenneth White , Revue 3e Millénaire. Ancienne série. No 11. 1983 , préface à l’édition espagnole de Wanu Pura, le chemin des sorciers des Andes de Hector Loaiza, publié en France chez Laffont 1976
- Wañu Pura, l’aventure d’un voyage initiatique au cœur de la sorcellerie indienne par Robert Netz, paru dans le journal 24 Heures de Genève, Suisse, 22 mars 1976.